# Bătălia de pe râul Órbigo
Bătălia de pe râul Órbigo a fost o victorie a vizigoților în fața suebilor în 456. Râul Órbigo se găsește în provinciile León și Zamora, în nord-vestul peninsulei Iberice. Armata vizigotă a acționat în numele împăratului roman Avitus, care după victorie vor jefui capitala suebă, Braga. Reușita vizigoții conduși de regele Theodoric al II-lea vor tulbura regatul sueb, care va fi împărțit între mai mulți regi inamici.